# Consejo de Ministros de la República Socialista Federativa Soviética de Rusia
El Consejo de Ministros de la República Socialista Federativa Soviética de Rusia (en ruso: Совет министров РСФСР) era el máximo órgano ejecutivo y administrativo de la República Socialista Federativa Soviética de Rusia (RSFS de Rusia). Existió desde 1946 hasta 1991, tras la disolución de la Unión Soviética, y la creación de la Federación Rusa.
En 1992, fue reemplazado por el «Consejo de Ministros de la Federación Rusa», y en 1993, en relación con la adopción de una nueva constitución, este pasó a llamarse «Gobierno de la Federación Rusa», que actualmente desempeña las funciones de máximo órgano ejecutivo federal de la Federación Rusa.

## Historia
Por ley una ley decretada por el gobierno soviético del 15 de marzo de 1946, el Consejo de Comisarios del Pueblo de la URSS y los Consejos de Comisarios del Pueblo de las Repúblicas constituyentes se transformaron en los correspondientes Consejos de Ministros.  De acuerdo con este, por decreto del Presídium del Sóviet Supremo de la RSFS de Rusia del 23 de marzo del mismo año, el Consejo de Comisarios del Pueblo de la RSFS de Rusia se transformó en el Consejo de Ministros de la RSFS de Rusia. El 13 de marzo de 1948, se hicieron los cambios correspondientes a la Constitución de la RSFS de Rusia.
Desde el 12 de abril de 1978, después de la entrada en vigor de la nueva Constitución de la RSFS de Rusia, la lista de ministerios y comités estatales locales fue determinada por una Ley separada sobre el Consejo de Ministros de la RSFS de Rusia, y no por la Constitución como antes.
De acuerdo con la ley de 1979, el Consejo de Ministros de la RSFS de Rusia fue dotado de amplios poderes en el campo de la resolución de cuestiones de la administración estatal que caen dentro de la jurisdicción de la RSFSR y no son competencia del Sóviet Supremo de la RSFS de Rusia y del Presídium del Consejo Supremo de la RSFSR.
El 27 de octubre de 1989, los presidentes de los Consejos de Ministros de las repúblicas autónomas fueron incluidos en el Consejo de Ministros de la RSFSR.
Después de la elección de Borís Yeltsin el 29 de mayo de 1990 como presidente del Sóviet Supremo de la República Socialista Federativa Soviética de Rusia, como parte del bloque opositor Rusia Democrática, el nuevo liderazgo de Rusia proclamó un rumbo hacia la soberanía, que finalmente condujo al colapso de la Unión Soviética y la transformación de Rusia en un estado independiente.
El 24 de mayo de 1991, en el artículo No. 122 de la Constitución de la RSFS de Rusia, se hizo una enmienda que privó al Consejo de Ministros del estatus de máxima autoridad, lo que no era compatible con el art. 139 de la Constitución de la Unión Soviética. Además, el Consejo de Ministros perdió sus funciones administrativas (lo que tampoco era consistente con el Artículo 139 de la constitución de la Unión Soviética) y pasó a rendir cuentas únicamente ante el presidente de la RSFS de Rusia. Hasta ese momento, sólo rendía cuentas ante el Congreso de los Diputados del Pueblo y el Sóviet Supremo de la RSFSR.
Después de ganar las elecciones presidenciales en el verano de 1991, Yeltsin se embarcó en una reforma económica radical. Para el período de reforma económica, el presidente asumió la dirección directa del gobierno e instruyó a la antigua composición del Consejo de Ministros de la RSFSR a desempeñar las funciones de dirección de la economía del país hasta la formación de un nuevo órgano de gobierno encabezado personalmente por el presidente de la RSFSR, que pasó a llamarse Gobierno de la República Federativa Soviética de Rusia, mientras que en la constitución se mantuvo el término «Consejo de Ministros», y también se mantuvo el cargo de presidente del Consejo de Ministros.
El 15 de noviembre de 1991, el Consejo de Ministros de la RSFS de Rusia fue disuelto en su totalidad. Hasta el 14 de diciembre de 1992 no se constituyó el Consejo de Ministros ni se nombró a su presidente.
En relación con el cambio de nombre de la República Socialista Federativa Soviética de Rusia a Federación Rusa, de conformidad con la ley adoptada por el Consejo Supremo de la RSFSR el 25 de diciembre de 1991, el Consejo de Ministros de la RSFS de Rusia recibió un nuevo nombre oficial: el Consejo de Ministros de la Federación Rusa. El 21 de abril de 1992, el Congreso de Diputados del Pueblo de Rusia aprobó el cambio de nombre, haciendo las enmiendas correspondientes a la constitución de la RSFSR.

### Primeros años independientes
Después de la disolución de la Unión Soviética el 26 de diciembre de 1991, el Consejo de Ministros de la Federación Rusa (RSFSR) se convirtió en el gobierno de un estado independiente y dejó de guiarse en sus actividades por las disposiciones de la Constitución y leyes de la URSS, así como de las decisiones del Gabinete de Ministros de la Unión Soviética (que había reemplazado al Consejo de Ministros), que estaba obligado a seguir antes de acuerdo con las leyes de la Unión Soviética y de la RSFS de Rusia. A finales de 1991 se inició la liquidación de los ministerios y departamentos gremiales y el traspaso de sus funciones y bienes a órganos republicanos. Muchas funciones del Gabinete de Ministros de la Unión Soviética fueron transferidas al gobierno de la RSFS de Rusia.
El 16 de mayo de 1992 se consagró legalmente la independencia de las autoridades rusas en la nueva versión de la Constitución de la RSFSR, de la que se excluyeron las cláusulas sobre la jurisdicción de las autoridades rusas en algunos asuntos a los de la unión. Al mismo tiempo, la Constitución de la Unión Soviética, así como sus leyes, continuaron siendo mencionadas en los Artículos 4 y 102 de la Constitución de la RSFS de Rusia/Federación Rusa, a pesar de que se hicieron numerosas enmiendas a la Constitución, excluyendo la mención de la URSS.
El 9 de diciembre de 1992, en el art. 122 de la Constitución Rusa de 1978, se hizo una enmienda, como resultado de lo cual el Consejo de Ministros pasó a ser responsable no solo ante el presidente, sino también ante el Congreso de Diputados del Pueblo y el Sóviet Supremo, tal como era antes de mayo de 1991.
El 14 de diciembre de 1992, por resolución del VII Congreso de Diputados del Pueblo, de Viktor Chernomyrdin, y pocos días después, de conformidad con la ley de la Federación Rusa Federación No. 4174-l, se determinaron nuevos poderes del Consejo de Ministros de la Federación Rusa.
El 12 de enero de 1993, la ley de la RSFS de Rusia el 3 de agosto de 1979, "Sobre el Consejo de Ministros de la RSFSR", este dejó de operar por completo. El 23 de diciembre de 1993, en relación con la adopción de la nueva Constitución de Rusia, el presidente de Rusia, Boris Yeltsin, emitió un decreto sobre la transformación y reorganización de los órganos gubernamentales rusos, según el cual el Consejo de Ministros de la Federación Rusa se transformó en el Gobierno de la Federación Rusa. Al mismo tiempo, se ordenó reducir el tamaño del gobierno; reducir el número de ministerios, comités estatales y departamentos; reducir el aparato gubernamental; transformar parte de los comités estatales en ministerios.

## Composición
Hasta mayo de 1991, el Consejo de Ministros de la RSFS de Rusia era formado por el Sóviet Supremo de la RSFS de Rusia, con la siguiente composición:
- Presidente del Consejo de Ministros
- Primer Vicepresidente y vicepresidentes diputados del Consejo de Ministros
- Ministros
- Presidentes de los Comités Estatales
- Jefes de otros órganos y organizaciones

Después de mayo de 1991, el Consejo de Ministros de la Federación Rusa (RSFSR) fue formado por el Presidente de la Federación Rusa con la siguiente composición:
- Presidente del Consejo de Ministros de la Federación Rusa
- Primeros diputados y vicepresidentes del Consejo de Ministros de la Federación Rusa
- Ministros de la Federación Rusa
- Presidentes de los Comités Estatales de la Federación Rusa
- Jefes de otros organismos y organizaciones de la Federación Rusa (según lo acordado con el presidente)

## Lista de Presidentes
El presidente del Consejo de Ministros de la RSFSR era el jefe del gobierno local. En el período del 15 de noviembre de 1991 al 14 de diciembre de 1992, no se formó el Consejo de Ministros de la Federación Rusa y no se nombró a su presidente. Según el decreto presidencial de la RSFSR del 6 de noviembre de 1991, No. 172 «Sobre la organización del trabajo del Gobierno de la RSFSR en el contexto de la reforma económica», «para el período de reforma económica radical», el Gobierno de la RSFSR se formó bajo la supervisión directa del presidente de la RSFSR.
| N.º | Presidente | Presidente          | Partido político | Partido político  | Tenencia                                       |
| --- | ---------- | ------------------- | ---------------- | ----------------- | ---------------------------------------------- |
| 1   |            | Alekséi Kosyguin    |                  | Partido Comunista | 15 de marzo - 23 de marzo de 1946              |
| 2   |            | Mijaíl Rodiónov     |                  | Partido Comunista | 23 de marzo de 1946 - 9 de marzo de 1949       |
| 3   |            | Boris Chernousov    |                  | Partido Comunista | 9 de marzo de 1949 - 20 de octubre de 1952     |
| 4   |            | Aleksándr Pusanov   |                  | Partido Comunista | 20 de octubre de 1952 - 24 de enero de 1956    |
| 5   |            | Mijaíl Yasnov       |                  | Partido Comunista | 24 de enero de 1956 - 19 de diciembre de 1957  |
| 6   |            | Frol Kozlov         |                  | Partido Comunista | 19 de diciembre de 1957 - 31 de marzo de 1958  |
| 7   |            | Dmitri Polianski    |                  | Partido Comunista | 31 de marzo de 1958 - 23 de noviembre de 1962  |
| 8   |            | Gennadi Vóronov     |                  | Partido Comunista | 23 de noviembre de 1962 - 23 de julio de 1971  |
| 9   |            | Mijaíl Solomentsiev |                  | Partido Comunista | 28 de julio de 1971 - 24 de junio de 1983      |
| 10  |            | Vitali Vorotnikov   |                  | Partido Comunista | 24 de junio de 1983 - 3 de octubre de 1988     |
| 11  |            | Aleksándr Vlásov    |                  | Partido Comunista | 3 de octubre de 1988 - 15 de junio de 1990     |
| 12  |            | Iván Siláyev        |                  | Partido Comunista | 18 de junio de 1990 - 26 de septiembre de 1991 |
| 13  |            | Oleg Lóbov          |                  | Partido Comunista | 26 de septiembre - 15 de noviembre de 1991     |

## Administración del Consejo de Ministros de la RSFS de Rusia
El 3 de agosto de 1979, se adoptó la ley de la República Socialista Federativa Soviética de Rusia «Sobre el Consejo de Ministros de la RSFSR», en la que se dedicó un artículo separado (34) a la Oficina del Consejo de Ministros. La Administración del Gobierno era la Administración del Consejo de Ministros de la RSFSR, que preparaba cuestiones para su consideración por el Consejo de Ministros de la RSFSR y aseguraba la verificación sistemática de la implementación de las decisiones del Partido Comunista (hasta el 14 de marzo de 1990) y el Gobierno. Después de la aprobación de esta ley, el administrador de asuntos era miembro del Consejo de Ministros.
Por Decreto del Presidente de la RSFS de Rusia, el 6 de noviembre de 1991 No. 172, sobre la base de los departamentos sectoriales de la Oficina de Administración del Presidente de la RSFSR, las oficinas del Presidente del Consejo de Ministros de la RSFSR y sus diputados, se formó el aparato de Gobierno de la RSFSR, que se incluyó como unidad estructural independiente en la administración del Presidente de la RSFSR. La dirección del aparato de Gobierno estaba encomendada al Vicepresidente Primero del Gobierno (hasta el 11 de noviembre de 1991, cuando se nombró al jefe del aparato, que no era miembro del gobierno).
Al mismo tiempo, la ley "Sobre el Consejo de Ministros de la RSFSR" continuó funcionando formalmente, que quedó invalidada solo el 12 de enero de 1993, en relación con la introducción de la ley «Sobre el Consejo de Ministros - el Gobierno de la Federación Rusa». Para asegurar las actividades del Consejo de Ministros de la Federación Rusa, en lugar del Departamento Administrativo, se formó la Oficina del Consejo de Ministros de la Federación Rusa (Artículo 32). El nombramiento y destitución del jefe de gabinete fue realizado por el presidente de la Federación Rusa a propuesta del Presidente del Gobierno de la Federación Rusa. De conformidad con el art. 7 de la misma ley, el jefe de gabinete era miembro del Consejo de Ministros.

## Ministerios
Los ministerios locales y los comités estatales eran los órganos centrales de la administración estatal de la República Socialista Federativa Soviética de Rusia.  Los jefes de estos órganos eran miembros del Consejo de Ministros de la RSFSR. Algunos de los ministerios y comités estatales rusos estaban bajo doble subordinación. Así, los ministerios unionistas republicanos y los comités estatales de la RSFSR estaban simultáneamente subordinados al Consejo de Ministros de la RSFSR y al correspondiente organismo central de la administración estatal de la Unión Soviética. Los reglamentos sobre los ministerios rusos y los comités estatales, su estructura y el número de empleados de la oficina central fueron aprobados por el Consejo de Ministros de la RSFSR de acuerdo con los órganos federales pertinentes. A diferencia de las instituciones federales, los ministerios locales y los comités estatales de la RSFSR estaban subordinados únicamente al Consejo de Ministros de la RSFS de Rusia.

## Órganos subordinados
El Consejo de Ministros de la RSFS de Rusia tenía la autoridad, sin el consentimiento del Sóviet Supremo, para crear, reorganizar y abolir varias instituciones: comités, departamentos principales y otros departamentos bajo el Consejo de Ministros. Estas instituciones estaban directamente subordinadas al Consejo de Ministros de la RSFSR y se denominaron oficialmente «órganos subordinados del Consejo de Ministros».